# Гарсиа Вега, Лоренсо
Лоренсо Гарсиа Вега (исп. Lorenzo García Vega; 12 ноября 1926, Хагуэй Гранде, провинция Матансаc, Куба — 1 июня 2012, Майами) — кубинский поэт и прозаик.

## Биография
Входил в группу журнала Orígenes, самый молодой из членов группы, сложившейся вокруг Хосе Лесамы Лимы. В стихах, игровой поэтической прозе, фрагментах и коллажах развивал поэтику сюрреализма. В середине 1960-х покинул Кубу, жил в Мадриде, Нью-Йорке, Каракасе, в последние годы — в Майами.

## Сочинения
- Suite para la espera, стихи (1948)
- Espirales del Cuje (1952, Национальная премия по литературе, отклик Х. Лесамы Лимы:  Архивная копия от 15 июля 2007 на Wayback Machine)
- Ritmos acribillados (1972)
- Los años de Orígenes, мемуары (1979, переизд. 2007)
- Poemas para penúltima vez (1948—1989) (1991, избранные стихотворения)
- Collages de un notario (1992)
- Espacios para lo huyuyo (1993)
- Variaciones a como veredicto para sol de otras dudas (1993)
- Vilis (1998)
- Palíndromo en otra cerradura (1999)
- Ремесло потерь/ El oficio de perder, мемуары (2004)
- Papeles sin ángel (2005)
- No mueras sin laberinto (2005, антология)
- Cuerdas para Aleister (2005)
- Devastación del Hotel San Luis (2007)
- Son gotas del autismo visual (2010)
- Erogando trizas donde gotas de lo vario pinto (2011)
- Palíndromo en otra cerradura, homenaje a Duchamp (2011)